# Шварц, Григорий Ефимович
Григорий Ефимович Шварц (1791 — 1882) — русский генерал.

## Биография
Родился в 1791 году в семье майора Псковского гарнизонного батальона Ефима Ивановича Шварца. Происходил из дворян Смоленской губернии. Брат Ф. Е. Шварца — известного как виновник «Семёновской истории» 1820 года.
5 мая 1803 года зачислен подпрапорщиком в Псковский гарнизонный батальон. 7 сентября 1805 года поступил на действительную военную службу. 1 сентября 1806 года переведён прапорщиком в Кексгольмский мушкетерский полк. 26 октября 1806 года произведён в подпоручики. 7 октября 1807 года — в поручики. 5 марта 1809 года переведён в Литовский уланский полк. 28 мая 1811 года произведён в штабс-ротмистры и назначен обер-офицером 5-го эскадрона. С 1812 года — старший корпусной адъютант 4-го кавалерийского корпуса.
Участвовал в кампании 1807 года, награждён золотым оружием с надписью «За храбрость» (1808), Отечественной войне 1812 года, награждён за отличие при Бородино орденами Св. Анны 2-й степени с алмазами и Св. Владимира 4-й степени с бантом, и Заграничном походе 1813—1814 гг.
16 апреля 1814 года произведён в ротмистры. 25 декабря 1819 года — в полковники. С 11 марта 1819 по 20 августа 1828 гг. командовал Бугским 4-м уланским полком. В 1823 году награждён орденом Св. Владимира 3-й степени. 20 августа 1828 года получил чин генерал-майора. 19 декабря 1829 года, за отличие в русско-турецкую войну 1828—1829 гг., награждён орденом Св. Георгия 4-й степени.
Участвовал в кампаниях против кавказских горцев. С 1841 по 1843 гг. исполнял должность Закатальского военно-окружного начальника. В 1844 году назначен начальником Лезгинского отряда. Награждён за отличие в делах с горцами орденами Св. Станислава 1-й степени (1842 г.), Св. Анны 1-й степени (1843 г.) и Св. Владимира 2-й степени (1844 г.), за победу над Даниял-беком и взятие Илису. 6 декабря 1844 года произведён в генерал-лейтенанты и назначен начальником Закатальского округа и всей Лезгинской кордонной линии. В 1845 году ему поручена была в полную команду и 3-я бригада Грузинских линейных батальонов.
За отличие в Даргинском походе против горцев получил золотую саблю, алмазами украшенную, с надписью «За храбрость» (1845) и орден Белого Орла, а затем денежный подарок (1846 год) и аренду (1848 год).
В 1848—1850 гг. командовал 19-й пехотной дивизией.
В 1850 году, в должности Начальника Джаробелоканского военного округа и всей Лезгинской кордонной линии был по суду признан виновным в употреблении противозаконных и жестоких мер к открытию виновных в краже из его квартиры в его отсутствие казённых и его собственных денег, лично участвовал в допросах и телесных наказаниях подозреваемых, в деле не виновных, за что 22 сентября 1850 года  за означенное преступление вместо следовавшего ему по закону строгого наказания, во внимании к отличным его заслугам Высочайшею Государя Императора конфирмациею исключив из службы, с указанием впредь в оную не определять и запретили въезд в обе столицы. Других же виновных, дворян майоров Грибовского и Печковского лишив орденов и дворянского достоинства, отдали на десять лет в крепостные арестанты. (Информация из Сенатских ведомостей за 1850.11.03.). Только в 1857 году Шварцу разрешен въезд в Санкт-Петербург, а в 1867 году назначена ему пенсия.
Умер в 1882 году.

## Семья
Был дважды женат: первым браком - в 1833 женился дочке статского советника на Наталье Павловне Яковлевой, от которой имел двух дочерей и пятерых сыновей; вторым браком - на Анне Фёдоровне Паниной. Дети:
- Антонина Григорьевна
- Нина Григорьевна
- Вячеслава Григорьевич (1838—1869) — русский живописец, академик, основоположник историко-бытового жанра в русской живописи.
- Юрий Григорьевич
- Валерий Григорьевич
- Евгений Григорьевич (1843—1932) — общественный деятель, коллекционер.
- Юлий Григорьевич (?—1860)

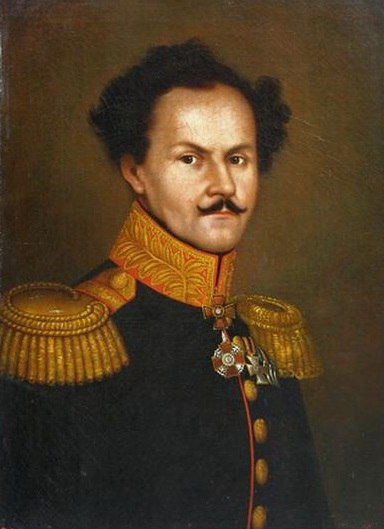
Портрет Григория Ефимовича Шварца работы неизвестного художника, 1836 г.
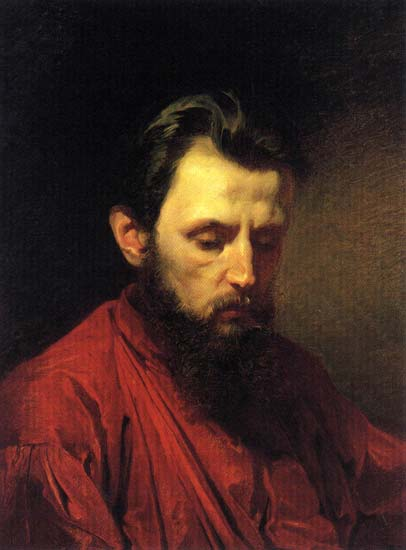
Портрет Вячеслава Григорьевича Шварца работы А. Литовченко, 1870 г.
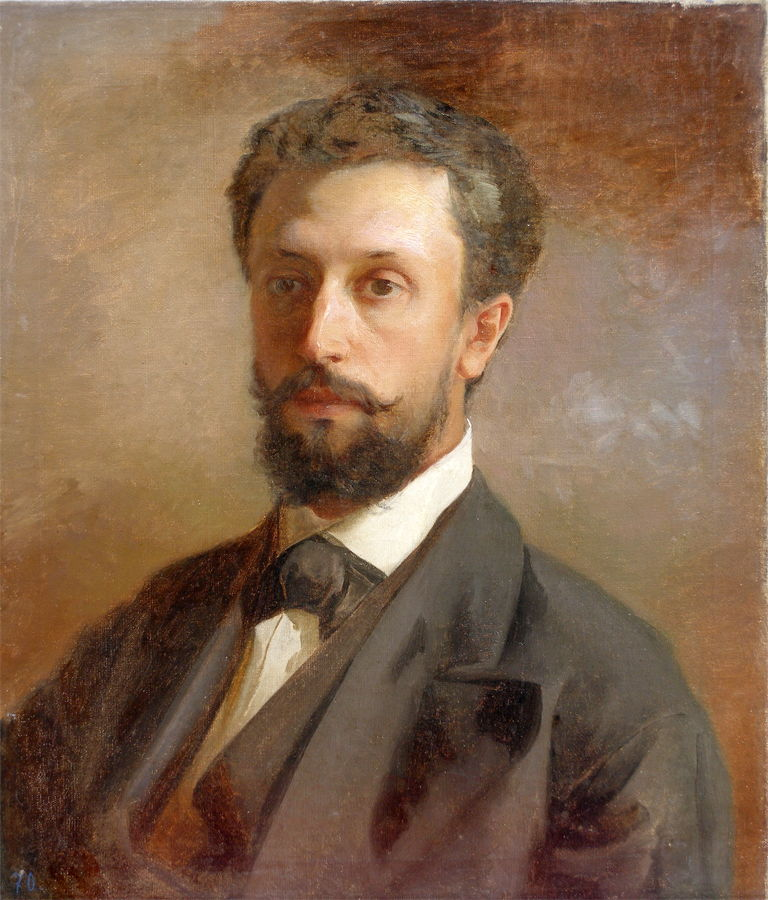
Портрет Евгения Григорьевича Шварца работы А. Литовченко, 1874 г.